# Xiangjiao Shan
Xiangjiao Shan (chinesisch 香蕉山 ‚Bananenhügel‘) ist ein 95 m hoher Hügel auf der Fildes-Halbinsel von King George Island im Archipel der Südlichen Shetlandinseln. Er ragt westlich des Jurabachs nahe dem Ufer zur Fildes Strait auf.
Chinesische Wissenschaftler benannten ihn 1986.